# Theridion reinhardti
Theridion reinhardti là một loài nhện trong họ Theridiidae.
Loài này thuộc chi Theridion. Theridion reinhardti được miêu tả năm 1946 bởi Charitonov.